# Orquidòidies

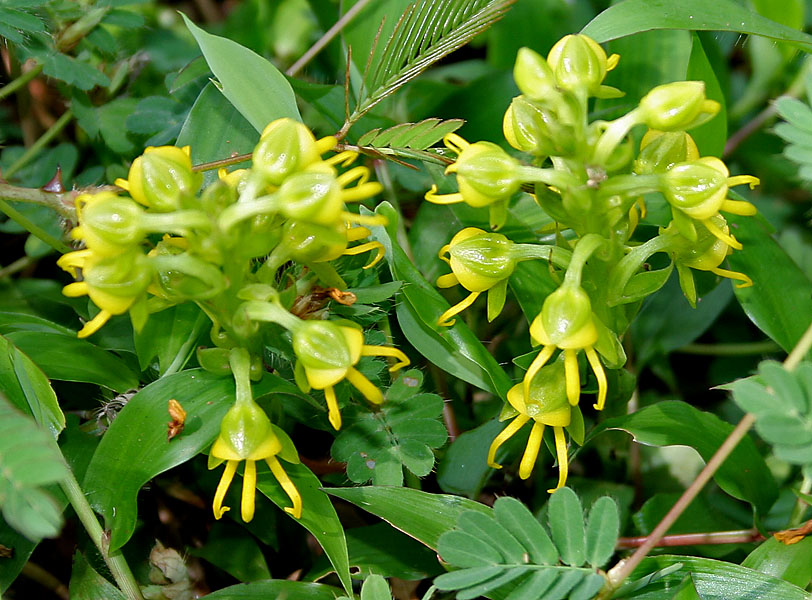
Habenaria marginata (Golden Yellow Habenaria) a Goa, Índia.

Les orquidòidies (Orchidoideae) són una subfamília de les orquídies (Orchidaceae). Típicament contenen les orquídies amb una sola antera (monandre) fèrtil la qual és erecta i basítona. La subfamília Orchidoideae i l'anteriorment subfamília reconeguda Spiranthoideae es consideren les parts més properes del grup natural de les orquídies monandres perquè comparteixen un hàbitat terrestre, tenen pol·lini granular o capaç de ser separats, i tenen anteres erectes.
Les orquidòidies contenen dos subclades amb les següents tribus: 
- tribus Orchideae i Diseae
- tribus Cranichideae i Diurideae

l'anterior subfamília Spiranthoideae actualment es posa com la tribu Cranichideae en el clade de les Orchidoideae. És germana de la tribu Diurideae.
La tribu Orchideae consta de les següents subtribus:
- Habenariinae
- Orchidinae

La tribu Diseae consta de les següents subtribus:
- Disinae
- Satyriinae

La tribu monofilètica Cranichideae consta de les següents subtribus monofilètiques:
- Achlydosinae
- Pterostylidinae
- Chloraeinae
- Goodyerinae s.l. (incloent l'antiga Pachyplectroninae)
- Galeottiellinae
- Manniellinae
- Cranichidinae s.l. (incloent l'antiga Prescottiinae)
- Spiranthinae

La tribu Diurideae consta de les següents subtribus: 
- Acianthinae (monofilètic)
- Caladeniinae (polifilètic)
- Cryptostylidinae (monofilètic)
- Diuridinae (monofilètic)
- Drakaeinae (monofilètic)
- Prasophyllinae (monofilètic)
- Thelymitrinae (monofilètic)